# Municipio de Connor
El municipio de Connor (en inglés: Connor Township) es un municipio ubicado en el condado de Slope en el estado estadounidense de Dakota del Norte. En el año 2010 tenía una población de 30 habitantes y una densidad poblacional de 0,32 personas por km².

## Geografía
El municipio de Connor se encuentra ubicado en las coordenadas 46°24′42″N 103°13′58″O / 46.41167, -103.23278. Según la Oficina del Censo de los Estados Unidos, el municipio tiene una superficie total de 92.95 km², de la cual 92,78 km² corresponden a tierra firme y (0,19 %) 0,17 km² es agua.

## Demografía
Según el censo de 2010, había 30 personas residiendo en el municipio de Connor. La densidad de población era de 0,32 hab./km². De los 30 habitantes, el municipio de Connor estaba compuesto por el 100 % blancos. Del total de la población el 0 % eran hispanos o latinos de cualquier raza.